# 14972 Olihainaut
14972 Olihainaut este un asteroid din centura principală de asteroizi.

## Descriere
14972 Olihainaut este un asteroid din centura principală de asteroizi. A fost descoperit pe 30 august 1997 la Caussols, în cadrul proiectului ODAS. Asteroidul prezintă o orbită caracterizată de o semiaxă mare de 2,45 ua, o excentricitate de 0,19 și o înclinație de 3,5° în raport cu ecliptica.